# Катеринівка (Ніжинський район)
Катери́нівка —  село в Україні, у Бобровицькій міській громаді Ніжинського району Чернігівської області.

## Історія
Історія виникнення села дуже цікава. Уся навколишня земля належала вороньківському поміщику Миколі Аркадійовичу Кочубею. Володіння так і називали – кочубеївщина. У другій половині XIX ст. (60-ті роки) Кочубей виділив земельні наділи трьом своїм родичкам — Олександрі, Катерині і Лідії, де вони побудували економії. В кінці XIX ст., коли почалися селянські виступи, зони стали продавати землі селянам на виплату, яка продовжувалася роками. Ці землі поступово заселялися вихідцями з різних сіл.
На карті Шуберта кінця 19 ст. позначене як х.Єкатерингоф.
1907 року з допомогою Поземельного банку помістя Кочубея було ліквідовано. Так утворилися села Катеринівка, Лідино, Олександрівка.
12 червня 2020 року, відповідно до розпорядження Кабінету Міністрів України № 730-р «Про визначення адміністративних центрів та затвердження територій територіальних громад Чернігівської області», увійшло до складу Бобровицької міської громади.
19 липня 2020 року, в результаті адміністративно-територіальної реформи та ліквідації Бобровицького району, увійшло до складу Ніжинського району Чернігівської області.

## Люди
- Костюк Василь Іванович (1932, Катеринівка) — український журналіст, письменник.